# Pinterville

Pinterville este o comună în departamentul Eure, Franța. În 1 ianuarie 2022 avea o populație de 805 de locuitori.